# الشمس (صحيفة ليبية)
الشمس هي صحيفة يومية تصدر باللغة العربية في ليبيا.

## التاريخ والملف الشخصي
تأسست الشمس في عام 1962 على يد معمر القذافي عندما كان طالبًا. وأُغلقَت في نفس العام. أُعيد إطلاقها في عام 1993 بعد الثورة في البلاد. كانت الصحيفة تُدار من الحكومة الليبية. وكان عبد الحكيم معتوق رئيس تحرير الصحيفة.
في أيلول 2011 توقفت الصحيفة عن النشر مؤقتًا بعد أن فقد القذافي السيطرة على طرابلس في الحرب الأهلية الليبية عام 2011. ولم يكن موقع الشمس الإلكتروني يعرض في ذلك الوقت سوى صفحة فارغة. اعتبارًا من عام 2013 أصبحت تابعة لمؤسسة الصحافة العامة.[بحاجة لمصدر]

## روابط خارجية
- الموقع الرسمي[وصلة مكسورة]
- مراجع كتب جوجل